# Ernesto Camagni
Ernesto Camagni (* 18. August 1900 in Seveso, Italien; † 14. Juli 1966) war ein italienischer Geistlicher.

## Leben
Camagni empfing am 6. Mai 1923 die Priesterweihe. Papst Paul VI. ernannte ihn am 4. Juni 1964 zum Titularbischof von Suava und spendete ihm die Bischofsweihe am 28. Juni desselben Jahres; Mitkonsekratoren waren die Titularerzbischöfe Diego Venini und Ettore Cunial. Camagni arbeitete in der Kanzlei der Apostolischen Breven und war Leiter der III Sekt. des Päpstlichen Staatssekretariates.

## Auszeichnungen
- 1922: Großoffizier des Ordens des Infanten Dom Henrique
- 1958: Großes Bundesverdienstkreuz
- 1960: Großes Bundesverdienstkreuz mit Stern
- 1963: Großoffizier des Verdienstordens der Italienischen Republik
- 1965: Großes Goldenes Ehrenzeichen mit dem Stern für Verdienste um die Republik Österreich